# Верхний Арбаш
Ве́рхний Арба́ш (тат. Югары Арбаш) — деревня в Кукморском районе Республики Татарстан, в составе Уркушского сельского поселения.

## Этимология
Топоним произошёл от тат. югары и гидронима «арбаш».

## География
Деревня находится в верховье реки Баш Арбаши, в 26 км к югу от районного центра — города Кукмора.

## История
Известна с 1619 года. В XVIII — первой половине XIX века жители относились к сословию государственных крестьян. Их основные занятия в этот период — земледелие и скотоводство, было развито производство ленчиков для сёдел и седелок.
В «Списке населённых мест по сведениям 1859 года», изданном в 1866 году, населённый пункт упомянут как казённая деревня Верхний Арбаш 2-го стана Мамадышского уезда Казанской губернии. Располагалась при речке Чупчале, по правую сторону почтового тракта из Мамадыша в Казань, в 52 верстах от уездного города Мамадыша и в 19 верстах от становой квартиры в казённой деревне Ахманова (Ишкеево). В деревне в 65 дворах жили 365 человек (177 мужчин и 188 женщин). Была мечеть.
В начале XX века в деревне действовали мечеть, мектеб, водяная мукомольная мельница, кузница, 3 мелочные лавки, артель инвалидов «Труд» (состояла из 40 человек, изготавливали необходимые принадлежности для упряжи, топорища, занимались шитьем). В этот период земельный надел сельской общины составлял 900,4 десятины.
До 1920 года деревня входила в Петропавловскую волость Мамадышского уезда Казанской губернии. С 1920 года в составе Мамадышского кантона ТАССР. С 10 августа 1930 года в Таканышском, с 1 января 1932 — в Кукморском, с 10 февраля 1935 — в Таканышском, с 1 февраля 1963 — в Кукморском районах.
В 1930 году в деревне был организован колхоз, в 1958 году реорганизован в совхоз (с 1992 г. коллективное сельскохозяйственное предприятие «Уркушский», с 2003 г. сельскохозяйственный производственный кооператив «Уркушский»), в 2020-е годы — общество с ограниченной ответственностью «Сэт иле – Дружба».

## Население
| 1782 | 1859 | 1897 | 1908 | 1920 | 1926 | 1949 | 1958 | 1970 | 1979 | 1989 | 2002 | 2010 | 2017 |
| ---- | ---- | ---- | ---- | ---- | ---- | ---- | ---- | ---- | ---- | ---- | ---- | ---- | ---- |
| 53   | 365  | 697  | 749  | 683  | 696  | 504  | 444  | 496  | 408  | 321  | 319  | 283  | 297  |

Национальный состав села — татары.

## Экономика
Жители работают преимущественно в крестьянском (фермерском) хозяйстве, занимаются полеводством, молочным скотоводством, растениеводством.

## Инфраструктура
В деревне действуют средняя школа (с 1934 г. как семилетняя), детский сад (с 1962 г.), дом культуры (с 2000 г.), библиотека (с 1921 г.).

## Религия
Мечеть (с 1994 года).